# Coenotephria triciliata
Coenotephria triciliata är en fjärilsart som beskrevs av Edward P. Wiltshire 1967. Coenotephria triciliata ingår i släktet Coenotephria och familjen mätare. Inga underarter finns listade i Catalogue of Life.